# Musée de l'Affiche de Toulouse
Depuis 2020, les collections du MATOU sont rattachées à celles du musée des Arts Précieux Paul-Dupuy. Le lieu devient alors un espace d’exposition qui n’est plus seulement dédié aux affiches. Créé en 1983, le Centre municipal de l'Affiche, de la Carte postale et de l'Art graphique, devient en 2014, le Musée de l'Affiche de Toulouse, ou MATOU. Il se situe dans le quartier Saint-Cyprien de Toulouse, au 58 allées Charles-de-Fitte, et accueillait trois expositions temporaires par an.

## Histoire
Le Centre de l’Affiche est créé cinq ans après l'association qui en est à l'origine, en 1983, par François-Régis Gastou. Celui-ci en assure la direction jusqu'en 2009, en même temps que la fondation du musée de l'Affiche et de la Publicité à Paris. Il s'installe aux allées Charles-de-Fitte, dans des bâtiments du XVIIIe siècle, en 1983.
En février 2015, le Centre de l’Affiche devient le Musée de l’Affiche de Toulouse, ou MATOU.
Il ferme pour un réaménagement et un agrandissement qui lui permettent de disposer de nouveaux espaces sur l’aile adjacente, précédemment occupée par le Centre de la Petite Enfance, parmi lesquels une boutique promouvant des artistes locaux et vendant des produits en relation avec les expositions temporaires tout en faisant également office d'accueil. L'inauguration officielle du nouveau Matou a eu lieu le 21 avril 2017, avec une exposition des œuvres de l’affichiste Roger Broders (1883-1953).
En 2020, les collections du MATOU sont rattachées à celles du musée des Arts Précieux Paul-Dupuy qui conserve également une importante collection d’arts graphiques. Le lieu devient alors un espace d’exposition qui n’est plus seulement dédié aux affiches. Le musée Paul-Dupuy a déjà organisé un accrochage d'affiches lors de sa réouverture en novembre 2022 Hiboux, toutous, matous. Les animaux font la pub du 16 novembre 2022 au 12 février 2023.

## Collections
On y trouve plus de 200 000 documents divers et variés, ce nombre ne cessant d'augmenter année après année. On trouve donc des affiches, dont quatorze originales de Toulouse-Lautrec, mais aussi des cartes postales, des vignettes, des étiquettes, des plaques émaillées et d'innombrables supports graphiques. En effet, le musée revendique également 282 emballages de lames de rasoirs, 991 buvards publicitaires ou 1192 étiquettes. Un grand nombre d'affiches qui ont été produites durant le XXe siècle se trouve dans ce musée ; il en va de même pour les bandes annonces de cinéma et les spots publicitaires (1904-1968). Les collections les plus anciennes datent de 1650.

## Expositions temporaires
- Broders, le voyage - Sur les affiches de Roger Broders pour la PLM (du 21 avril au 27 août 2017)

## Ouvrages publiés
- Toulouse-Lautrec... Petit mais grand
- Affiches de Toulouse-Lautrec
- Affichistes du siècle
- Femmes... Femmes, 2001
- Chance et fortune, 2002
- Toujours plus haut
- Affiches passion, 2004
- Affiches et histoire de Toulouse, 2005